# The Last Ship (série télévisée)
Pour les articles homonymes, voir The Last Ship.
The Last Ship ou Le Dernier navire au Québec est une série télévisée américaine de science-fiction post-apocalyptique en 56 épisodes de 45 minutes créée par Hank Steinberg et Steven Kane, diffusée simultanément entre le 22 juin 2014 et le 11 novembre 2018 sur TNT aux États-Unis et sur Space au Canada.
Basée sur The Last Ship, roman de William Brinkley (en) publiée en 1988.
En France, la série est diffusée du 24 novembre 2014 au 8 décembre 2014 sur M6 (première saison) ainsi que depuis le 21 octobre 2015 sur W9 (deuxième et troisième saisons en inédit)   À partir de la quatrième saison, la série sera diffusée sur Warner TV. Au Québec, elle est diffusée depuis le 17 septembre 2015 sur V. Elle reste encore inédite dans les autres pays francophones.

## Synopsis
Après avoir passé plusieurs mois en Arctique pour une mission ultra-secrète, l'équipage de l'USS Nathan James, un destroyer de la United States Navy de classe Arleigh Burke, découvre avec horreur qu'une épidémie a tué la majeure partie de la population mondiale. Le gouvernement des États-Unis n'existe plus. Protégés par les océans, le commandant et les 200 personnes sous ses ordres font partie des derniers survivants de la planète. Une scientifique présente à bord doit absolument trouver un vaccin avant l'extinction totale de l'espèce humaine…

## Distribution

### Acteurs principaux
- Eric Dane (VF : Renaud Marx) : le commandant Tom Chandler, Chef des opérations navales (saison 3), Amiral et Instructeur de guerre (saison 5)
- Rhona Mitra (VF : Barbara Tissier) : Dr Rachel Scott (saisons 1 et 2)
- Adam Baldwin (VFB : Erwin Grünspan) : le commandant en second Mike Slattery, commandant du Nathan James US (saison 3) puis Amiral (saison 5)
- Travis Van Winkle (VFB : Sébastien Hébrant) : le lieutenant Danny Green
- Marissa Neitling (VFB : Marie Du Bled) : le lieutenant Kara Foster Green puis chef d'État major (saison 3) Commandant du Nathan James US (saison 5)
- Charles Parnell (VFB : Jean-Michel Vovk) : le premier maitre Hugh Jeter puis Chef Major
- Christina Elmore (VFB : Mélissa Windal) : le lieutenant Alisha Granderson puis Commandant (saisons 1 à 5)
- Tracy Middendorf (VFB : Sophie Landresse) : Darien Chandler (principale Pilot, récurrente saison 1)
- Grace Kaufman : Ashley Chandler (principale Pilot, récurrente saisons 1 et 2, invitée saisons 3 à 5)
- Aidan Sussman (VFB : Émilie Guillaume) : Sam Chandler (principal Pilot, récurrent saisons 1 et 2, invité saisons 3 à 5)
- Sam Spruell (VFB : Michel Hinderyckx) : Dr Quincy Tophet (saison 1, invité saison 2)
- John Pyper-Ferguson (VFB : ? [saisons 1-2], Franck Dacquin [saisons 3 et 5]) : Ken « Tex » Nolan (saison 2, récurrent saisons 1 et 3, invité saison 5)
- LaMonica Garrett (VF : Jean-Baptiste Anoumon) : le lieutenant Cameron Burk, officier tactique (saison 3, invité saisons 4 et 5)
- Jocko Sims (VFB : Nicolas Matthys) : le lieutenant Carlton Burk (saisons 1 à 4) puis Commandant en second du Nathan James US (saison 5)
- Kevin Michael Martin (VFB : Pierre Le Bec) : Eric Miller (saisons 3 à 5, récurrent saisons 1 et 2)
- Bren Foster (VFB : Michelangelo Marchese) : le senior chef Wolf Taylor (saisons 3 à 5, récurrent saison 2)
- Bridget Regan (VF : Valérie Siclay) : Sasha Cooper (saisons 3 à 5)
- Emerson Brooks (VFB : Arnaud Crèvecoeur) : Commandant de l'USS Hayward Joseph Meylan (récurrent saison 3) puis Commandant en second du Nathan James (saison 4) puis Amiral (saison 5)
- Jodie Turner-Smith (VFB : Fanny Dreiss) : le sergent Azima Kandie (saison 5, récurrente saison 4)

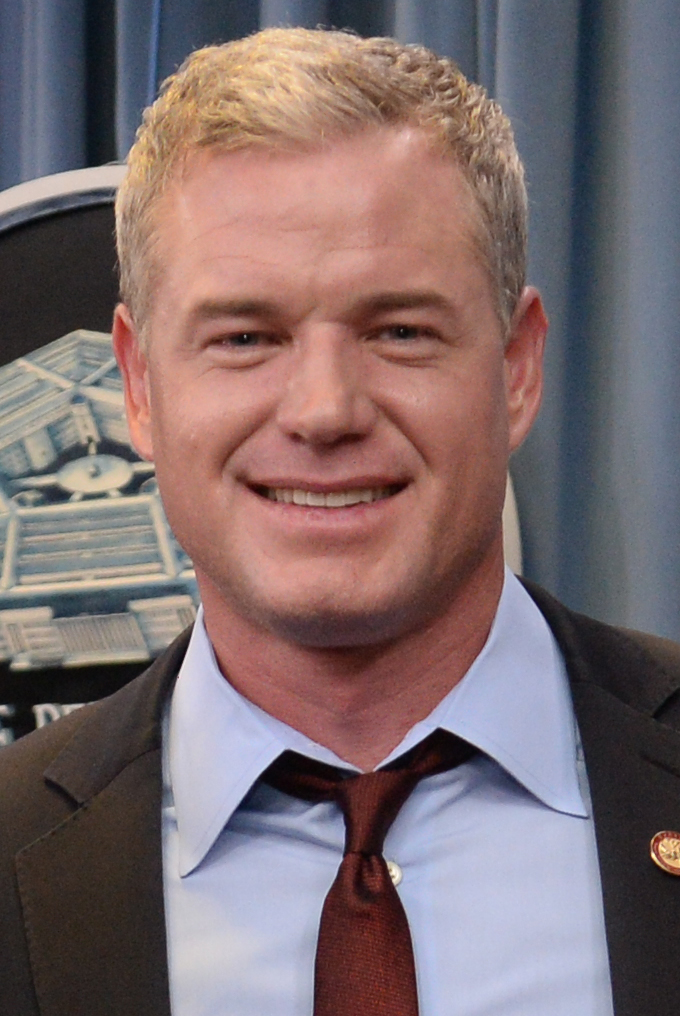
Eric Dane interprète Tom Chandler.
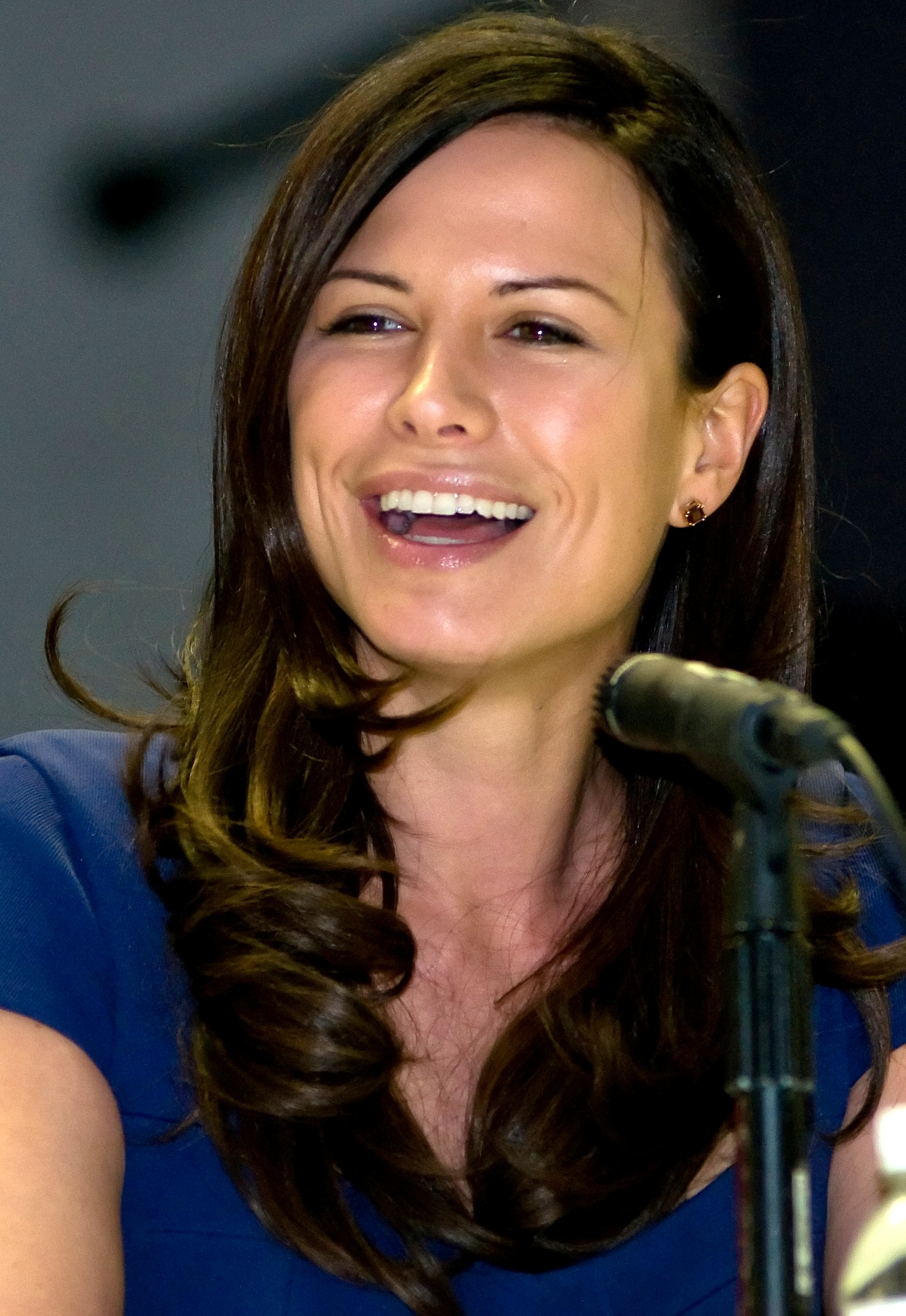
Rhona Mitra interprète Rachel Scott .
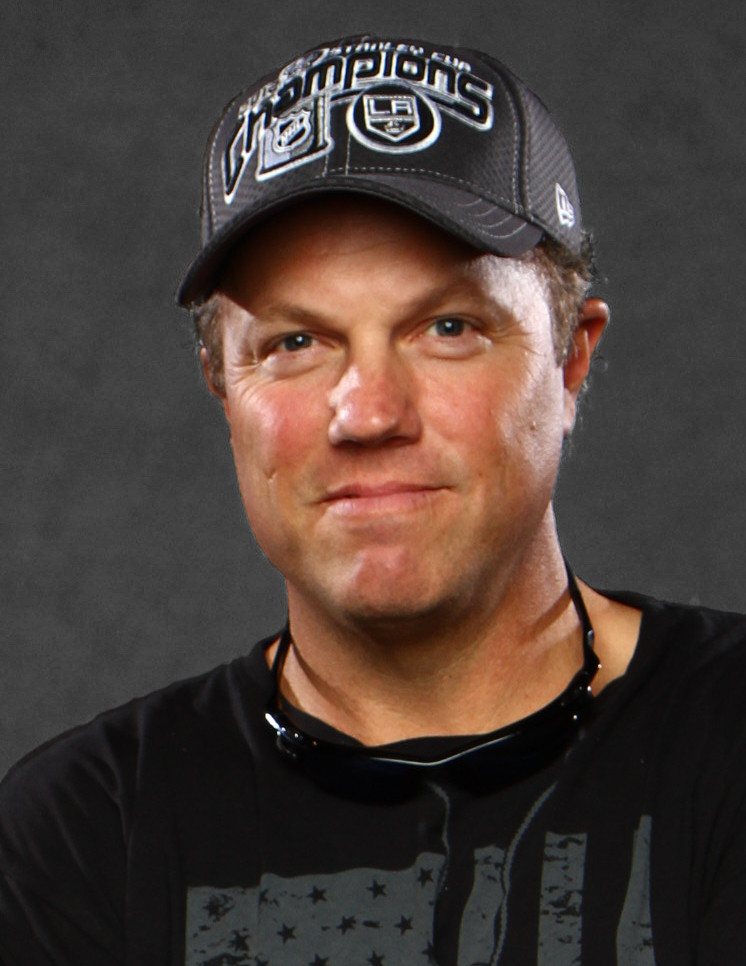
Adam Baldwin interprète Mike Slattery.
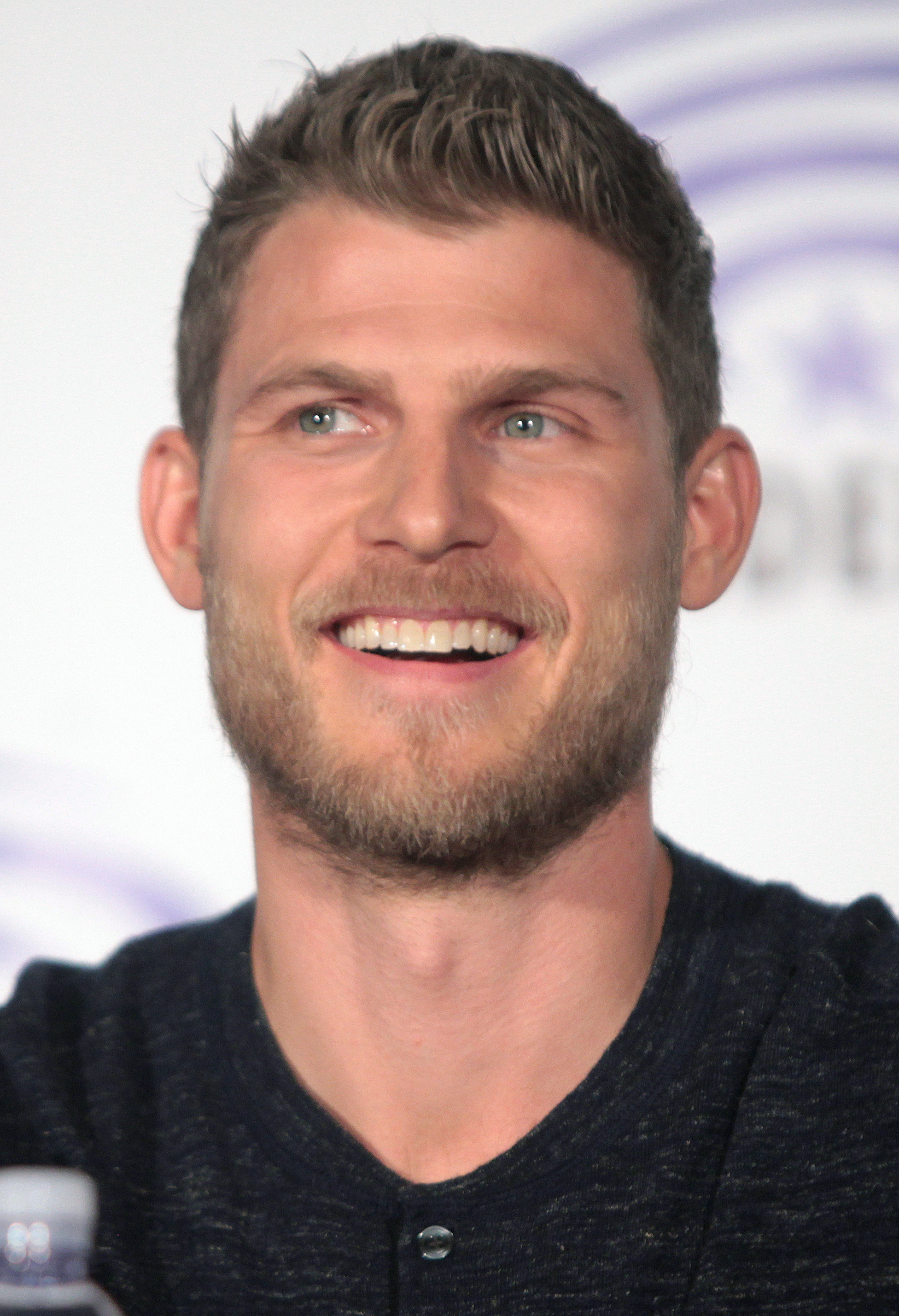
Travis Van Winkle interprète Danny Green.
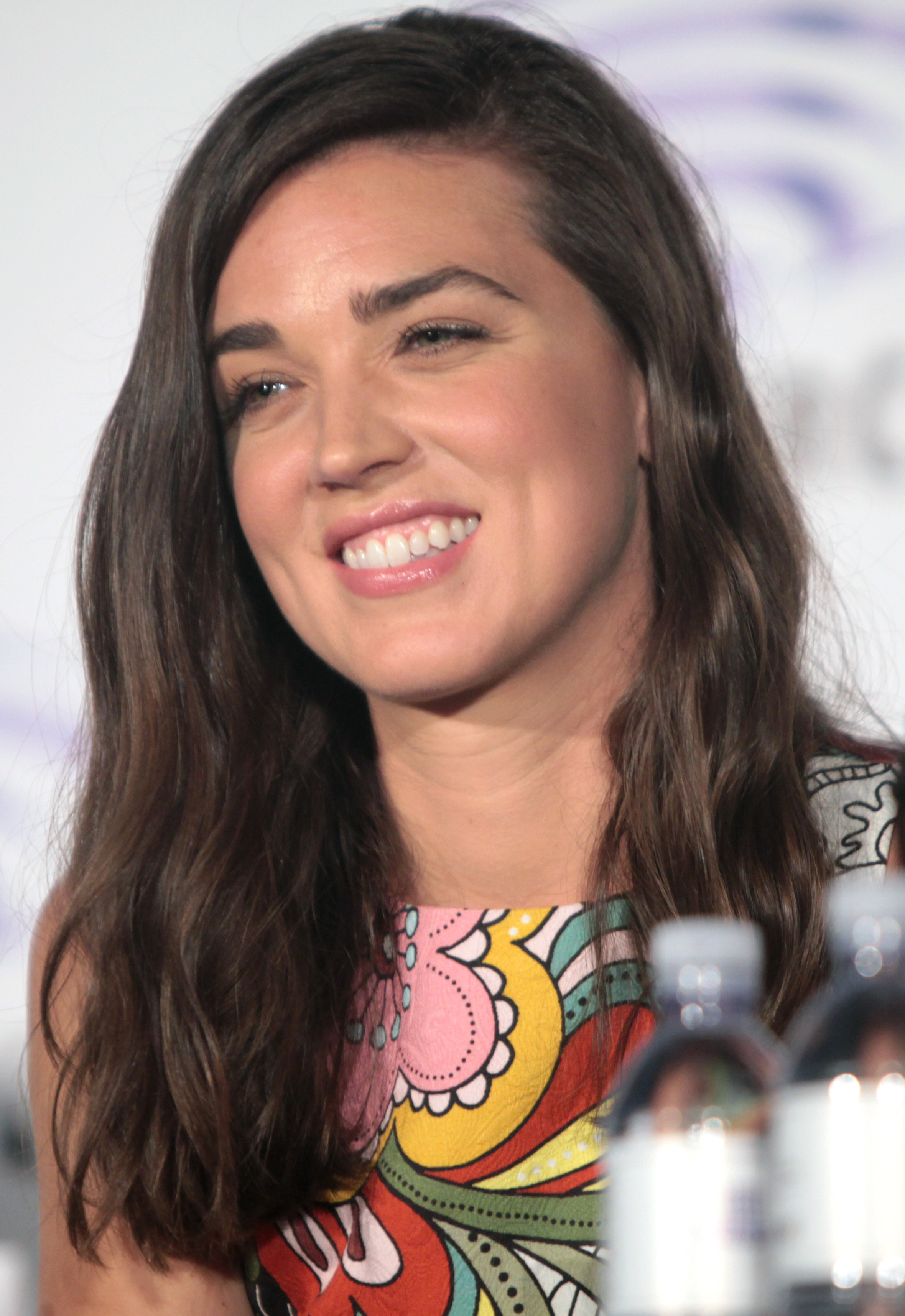
Marissa Neitling interprète Kara Foster.
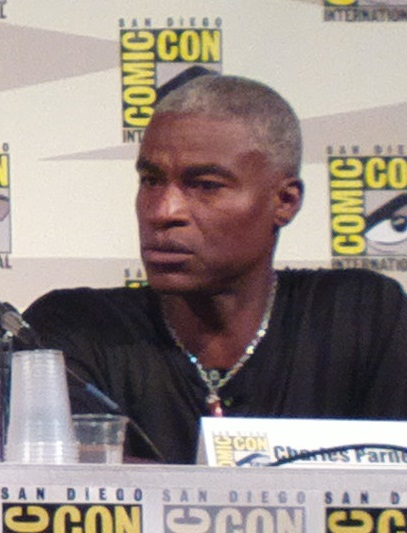
Charles Parnell interprète Hugh Jeter.
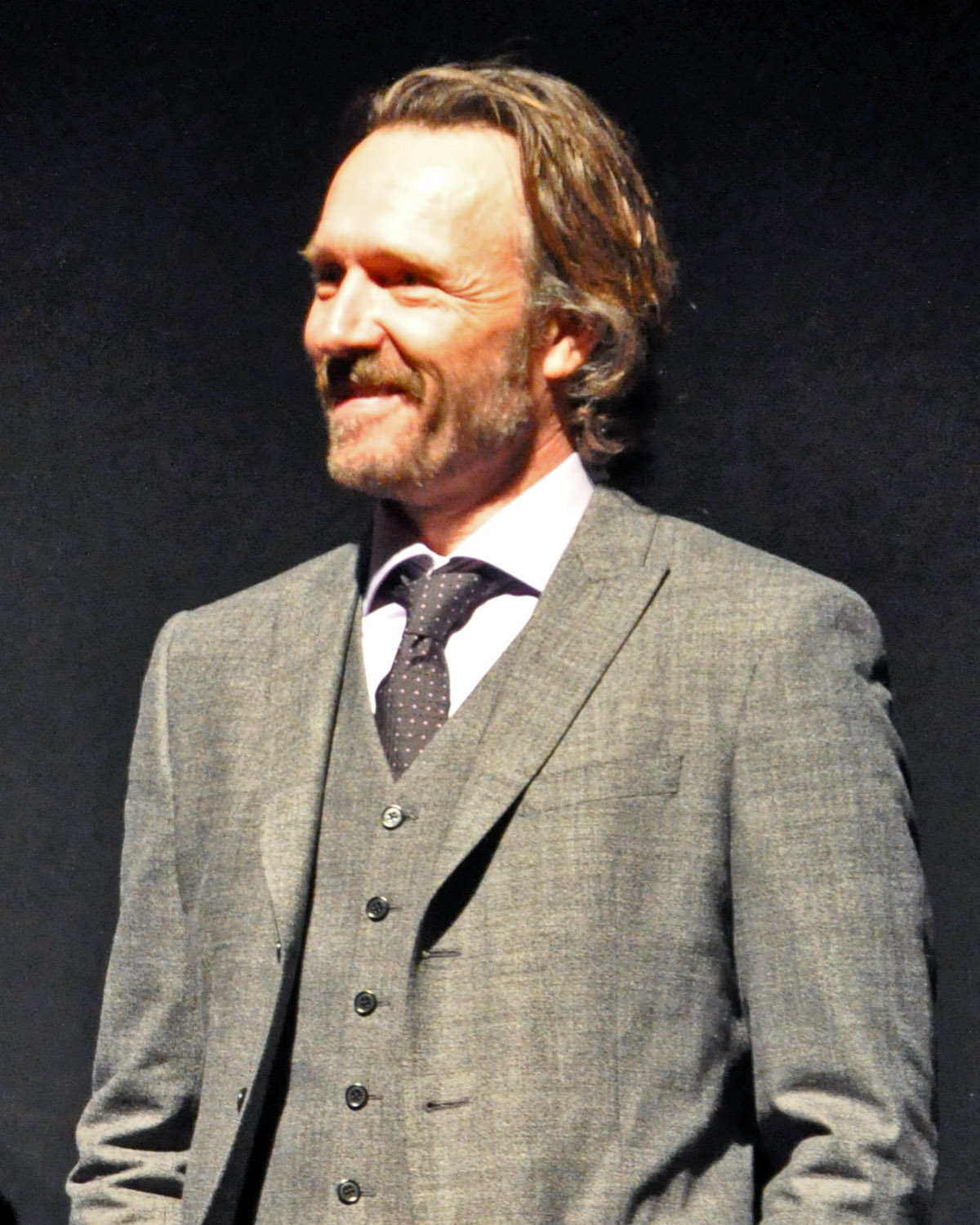
John Pyper-Ferguson interprète Tex.
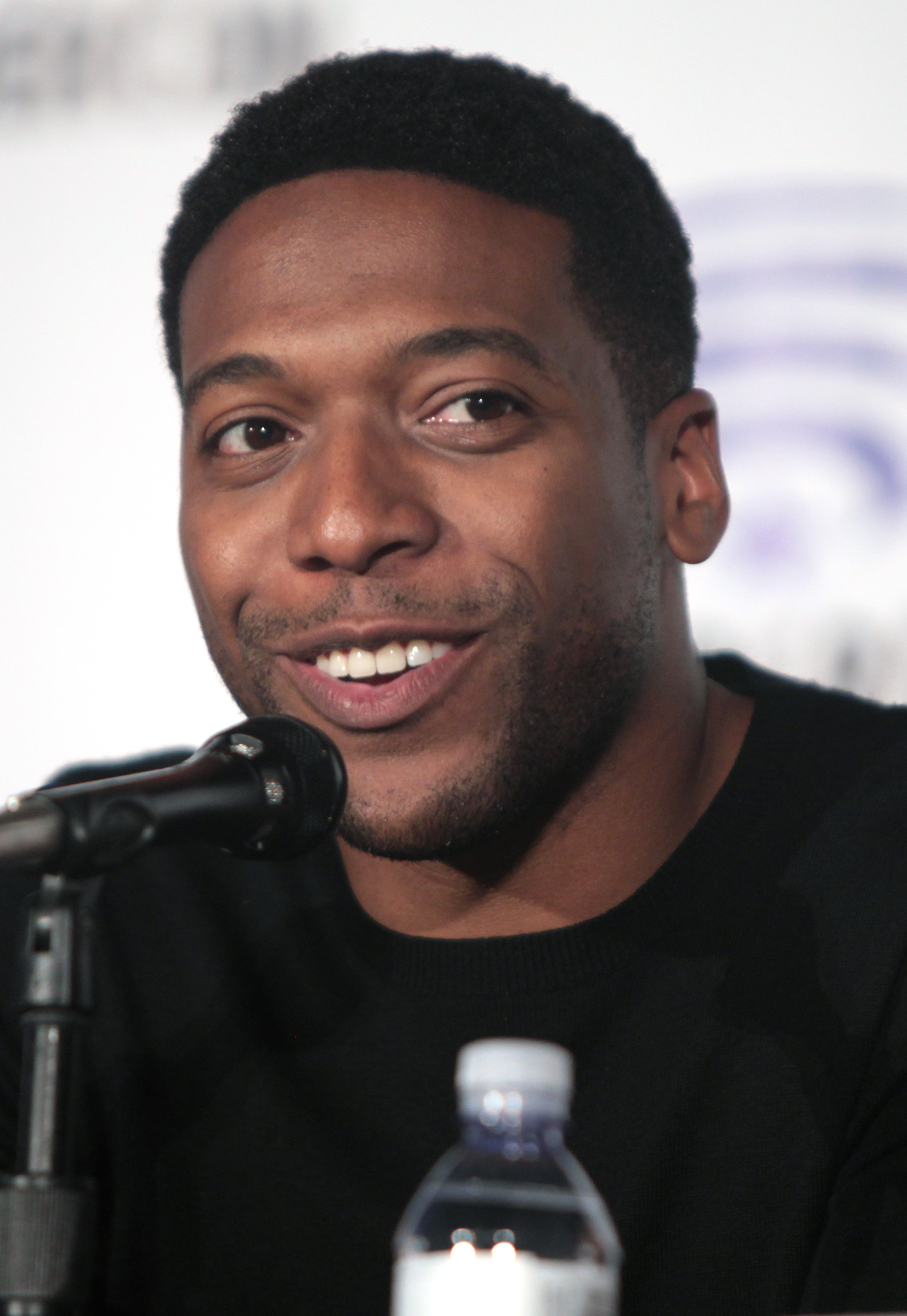
Jocko Sims interprète Carlton Burk.
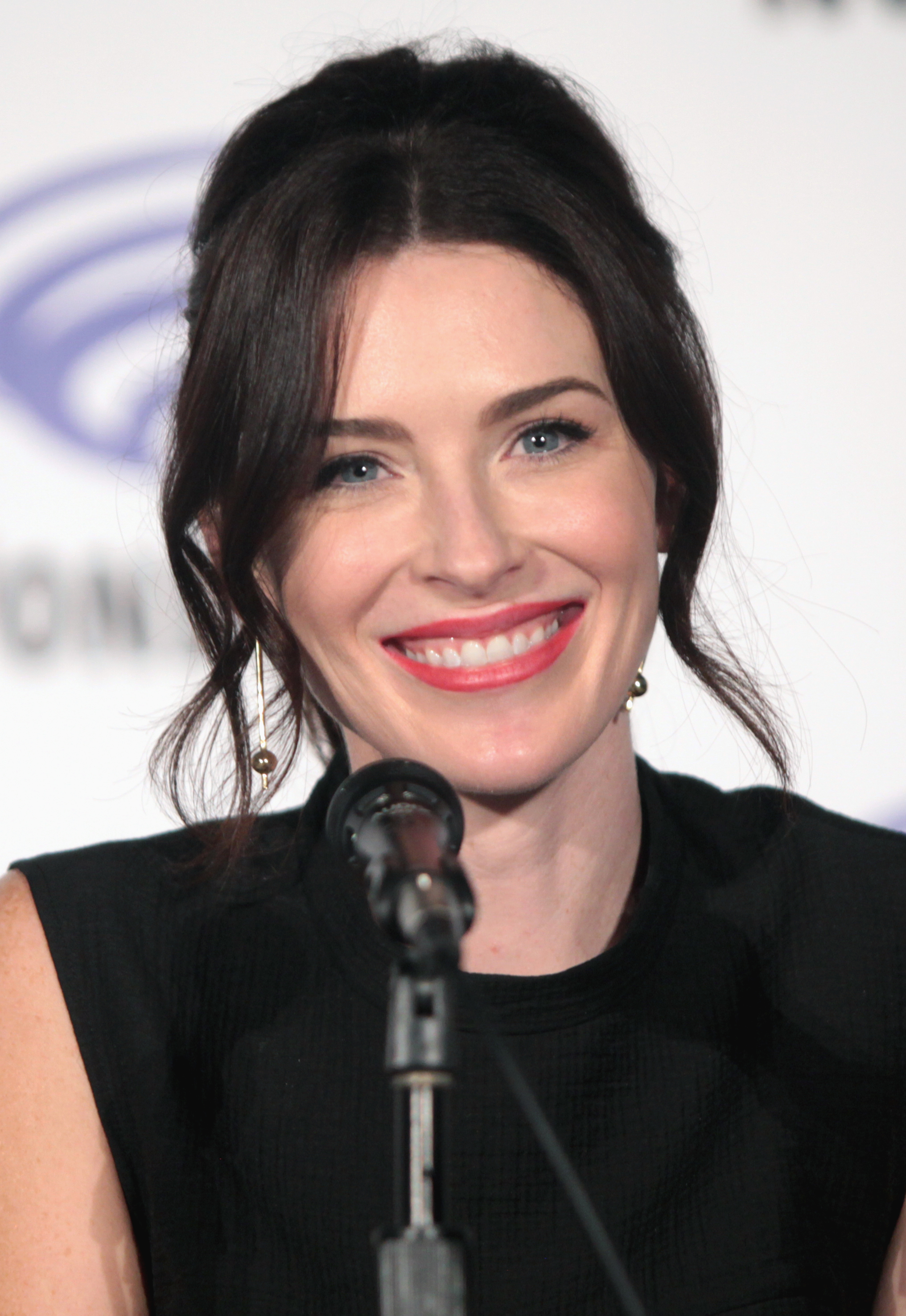
Bridget Regan interprète Sasha.

### Acteurs récurrents
Introduits dans la saison 1
- Deborah May (VFB : Myriam Thyrion) : Présidente Kelly Geller (invitée saisons 1 et 2)
- Andy T. Tran (en) (VFB : Alexandre Crépet) : Andy Chung (saisons 1 et 2, invité saison 5)
- Ebon Moss-Bachrach : Niels Sorenson (saisons 1 et 2)
- Amen Igbinosun (VFB : Claudio Dos Santos) (saisons 1-2) : Bernie « Bacon » Cowley (saisons 1, 2 et 4)
- Ravil Isyanov (VFB : Robert Guilmard) : Konstantin Ruskov (saison 1, invité saison 5)
- Paul James : l'ingénieur des turbines 3e classe O'Connor (saisons 1 à 4)
- Bill Smitrovich : Jed Chandler (saisons 1 et 2, invité saison 3)
- Fay Masterson (VFB : Fabienne Loriaux) : l'ingenieur en chef Andrea Garnett puis directrice exécutive (saisons 1 à 3 et invitée saison 5)
- Michael Curran-Dorsano (VFB : Antoni Lo Presti) : Gator (saisons 1 à 5)
- Ben Cho : Carl Nishioka (saisons 1 à 5)
- Alfre Woodard (VF : Françoise Vallon) : Amy Granderson (saisons 1 et 2)
- Ness Bautista : Javier Cruz (saisons 1 à 3, invité saison 5)
- Chris Sheffield : Officier Will Mason (saisons 1 et 2, invité saisons 3 et 5)
- Maximiliano Hernández (VFB : Tony Beck) : Dr Rios, chef médical (saisons 1 à 4, invité saison 5)
- Ilia Volok (en) : Dimitri (saison 1)
- Hope Olaide Wilson : Bertrise (saisons 1 et 2)
- Titus Welliver (VF : Jean-Louis Faure) : Thorwald (saisons 1 et 2)
- Hina Abdullah (VF : Cécile Rittweger)[8] : Dalia Jaffe (saison 3, invitée saison 1)

Introduits dans la saison 2
- Inbar Lavi (VFB : Micheline Tziamalis) : le lieutenant Ravit Bivas (saison 2)
- Adam Irigoyen : Ray Diaz (saisons 2 à 5)
- Mark Moses (VF : Luc Bernard) : le président des États-Unis Jeffrey « Jeff » Michener (saisons 2 et 3, invité saison 5)
- Brían F. O'Byrne (VF : Nicolas Marié) : Sean Ramsey (saison 2)
- Bruce Nozick (VFB : Franck Dacquin) : Dr Milowsky (saison 2)
- Nick Court : Ned (saison 2, invité saison 3)
- Jade Chynoweth (VF : Laura Masci)[9] : Kathleen Nolan (saisons 3 et 4, invitée saison 2)
- Tania Raymonde (VF : Charlotte Corréa)[10] : Valerie Raymond (saison 2, invitée saison 3)

Introduits dans la saison 3
- Fernando Chien (en) (VFB : Michel Hinderyckx) : le président Peng (saison 3)
- Dichen Lachman (VF : Sybille Tureau) : Jesse (saison 3)
- Devon Gummersall (VFB : Thibaut Delmotte) : Jacob Barnes (saison 3)
- Elisabeth Röhm (VF : Anne Dolan) : Allison Shaw (saison 3)
- Lucy Butler (VFB : Micheline Tziamalis) : la sénatrice Roberta Price (saison 3)
- Nestor Serrano (VF : Pierre Dourlens) : le secrétaire Alex Riveira (saison 3)
- John Cothran (VFB : Patrick Donnay) : le président Howard Oliver (saison 3)
- Ayako Fujitani : Kyoko (saison 3)
- Hiroyuki Sanada (VF : Omar Yami) : Takehaya (saison 3)

Introduits dans la saison 4
- Sibylla Deen : Lucia Vellek (saison 4)
- Drew Roy (VF : Alexandre Gillet) : Christos Vellek (saison 4)
- Jackson Rathbone : Giorgio Vellek (saison 4)
- Wiley Pickett (VF : Hervé Furic) : Rodney Poynter (saison 4)
- Anthony Azizi : Omar (saison 4)
- Christos Vasilopoulos : Stavros Diomedes (saison 4)
- Peter Weller (VFB : Robert Guilmard) : Dr Paul Vellek (saison 4)
- Jonathan Howard (VFB : Simon Duprez) : James Fletcher (saison 4)
- Nicole Pettis (VFB : Valérie Muzzi) : Stewart (saisons 4 et 5)

Introduits dans la saison 5
- Maurice Compte (VFB : Steve Driesen) : Gustavo Barros
- Rigo Sanchez (VFB : Simon Duprez) : Hector Martinez
- Steven Culp (VF : George Caudron) : le président Joshua Reiss
- Cindy Luna : Conchita Barros
- Thomas Calabro (VF : Vincent Violette) : Général Don Kincaid
- April Parker Jones (VFB : Stéphane Excoffier) : la générale Anita DuFine
- Caitlin Gerard : Kelsi
- Angelo Pagán (VFB : Franck Dacquin) : Fernando Asturius (invité)
- Arturo Del Puerto (VFB : Claudio Dos Santos) : Armando Maza
- Maiara Walsh : Mia Valdez
- Brooke Langton (VFB : Micheline Tziamalis) : Lt. Maddie Rawlings
- Troy Doherty : Clayton Swain
Version française
  - Société de doublage : Dubbing Brothers[11],[12],[13]
  - Direction artistique : Claire Guyot (saisons 1, 2 et 4)[11],[12] et Vanina Pradier (saison 3) (France), Guylaine Gibert[12] (saisons 1 et 2) et Robert Guilmard (saisons 3 et 4) (Belgique)
  - voix additionnelles : Bruno Borsu[14]
  - Adaptation des dialogues : Flaminio Corcos[12],[13], Jérôme Dalotel

 Source et légende : version française (VF) sur RS Doublage , Doublage Série Database et selon le carton du doublage français télévisuel.

## Production

### Développement
Le projet a débuté à la mi-mai 2012, dont TNT a commandé le pilote deux mois plus tard que Jonathan Mostow a été choisi pour réaliser. La série a été commandée le 7 mai 2013 avec dix épisodes.
Le 18 juillet 2014, la série est renouvelée pour une deuxième saison de treize épisodes diffusée à l'été 2015.
Le 11 août 2015, la série est renouvelée pour une troisième saison de treize épisodes diffusée à l'été 2016.
Le 31 juillet 2016, la série est renouvelée pour une quatrième saison de dix épisodes dont la diffusion est prévue en été 2017.
Le 8 septembre 2016, la série est renouvelée pour une cinquième et dernière saison, tournée immédiatement après la quatrième saison dont la diffusion est prévue en 2018. À la fin avril 2017, le tournage est interrompu pour raisons médicales d'Eric Dane.

### Attribution des rôles

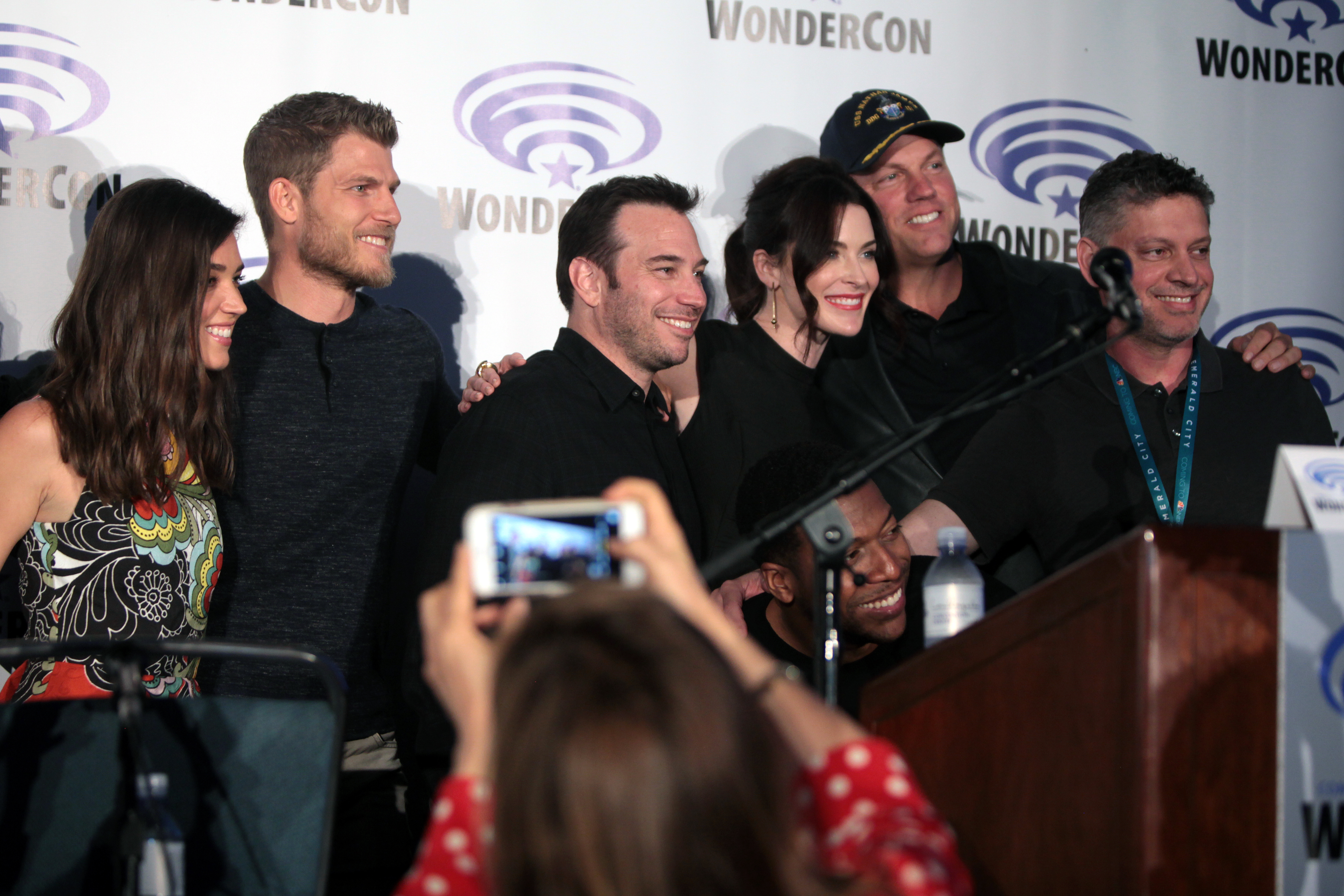
Une partie du casting au Wondercon 2016.
de gauche à droite : Marissa Neitling, Travis Van Winkle, Hank Steinberg, Bridget Regan, Jocko Sims, Adam Baldwin & Steven Kane

La distribution a débuté en octobre 2012 en engageant Michaela McManus (Lt. Jackie Makena), Charles Parnell, Travis Van Winkle, Christina Elmore et Sam Spruell, Eric Dane, Titus Welliver (Mike Slattery), Rhona Mitra, et Adam Baldwin (Mike Slattery). Tracy Middendorf fait partie du pilote.
Après le tournage du pilote, Marissa Neitling décroche un rôle régulier en novembre 2013. En janvier 2013, Jocko Sims est promu à la distribution principale, puis en février, un rôle récurrent est offert à Titus Welliver.
En novembre 2014, pour la deuxième saison, Inbar Lavi décroche un rôle régulier, puis en décembre, Mark Moses, Brían F. O'Byrne et Nick Court, Bruce Nozick, rejoints en mars 2015 par Tania Raymonde décrochent des rôles récurrents.
En septembre 2015, pour la troisième saison, Kevin Michael Martin et Bren Foster sont promus à la distribution principale, rejoints en octobre par Bridget Regan. Ensuite, Fernando Chien (en), Dichen Lachman, Elisabeth Röhm, Eidan Hanzei LaMonica Garrett et Emerson Brooks décrochent des rôles récurrents.
Dès octobre 2016, pour la quatrième saison, Peter Weller, Jackson Rathbone, Jonathan Howard, Sibylla Deen décrochent des rôles récurrents.
En février 2017, pour la cinquième saison, Jodie Turner-Smith et Emerson Brooks ont été promus à la distribution principale, puis compte Thomas Calabro dans la distribution récurrente.

### Tournage
Le tournage a eu lieu à San Diego en Californie et à bord des USS Halsey et USS Dewey (DDG-105) (en) et également au Port de Los Angeles.

### Fiche technique
Sauf indication contraire, les informations mentionnées dans cette section peuvent être confirmées par la base de données cinématographiques IMDb,  présente dans la section « Liens externes ».
- Titre original et français : The Last Ship
- Titre québécois : Le Dernier navire
- Création : Hank Steinberg et Steven Kane
- Réalisation : Jack Bender, Paul Holahan (en), Michael Katleman (en), Sergio Mimica-Gezzan et Peter Weller
- Scénario : William Brinkley (en), Jill Blankenship, Onalee Hunter, Jessica Butler et Nic Van Zeebroeck
- Direction artistique : Alicia Maccarone
- Décors : Jeffrey Kushon
- Costumes : Carlos Rosario, Ileane Meltzer et Linda M. Bass
- Photographie : Cort Fey, David Geddes, Rodney Charters et Christopher Faloona
- Montage : Andrew Cohen, Michael R. Fox et John David Buxton
- Musique : Steve Jablonsky (thème), James Michael Dooley, James S. Levine et Nathan Whitehead
- Casting : Kamala A. Thomas, Gary M. Zuckerbrod, Beth Day et Denise Chamian
- Production : Tony Mark, Eric Dane, Mark Malone, Wayne Carmona et Quinton Peeples
  - Production associée : Ellen Stafford et Lindsay Owens
  - Production déléguée : Michael Bay, Andrew Form (en), Bradley Fuller (en), Hank Steinberg, Steven Kane et Jack Bender
  - Coproduction : Marc Kolbe, Christian Clarke, Josh Schaer et Richard Peter Schroer
- Sociétés de production : Channel Road Productions, Platinum Dunes et TNT Original Production
- Société de distribution (télévision) : Warner Bros. Television
- Pays d'origine :  États-Unis
- Langue originale : anglais
- Format : couleur - 1,77:1 - son Dolby Digital
- Genre : science-fiction post-apocalyptique
- Durée : 45 minutes

## Épisodes

### Première saison (2014)
1. Virus (Phase Six)
2. Bienvenue à Guantanamo (Welcome to Gitmo)
3. Guerre froide (Dead Reckoning)
4. L'Or bleu (We'll Get There)
5. El Toro (El Toro)
6. Panique à bord (Lockdown)
7. Piège en eaux troubles (SOS)
8. Commando (Two Sailors Walk Into a Bar…)
9. La Fièvre aux corps (Trails)
10. Les Survivants (No Place Like Home)

### Deuxième saison (2015)
Elle a été diffusée du 21 juin 2015 au 8 septembre 2015.
1. Un monde de chaos (Unreal City)
2. Rébellion (Fight the Ship)
3. L'Arche du commandant (It's Not a Rumor)
4. Solace (Solace)
5. Bataille navale (Achilles)
6. Advienne que pourra (Long Day's Journey)
7. Les Infiltrés (Alone and Unafraid)
8. La Voie de la rédemption (Safe Zone)
9. Les Enfants soldats (Uneasy Lies the Head)
10. Du sang sur les mains (Friendly Fire)
11. Valkyrie (Valkyrie)
12. Un espoir menacé (Cry Havoc)
13. Sauver les hommes (A More Perfect Union)

### Troisième saison (2016)
Initialement prévue pour débuter le 12 juin 2016, le lancement de la saison est reporté en raison de la fusillade du 12 juin 2016 à Orlando Les deux premiers épisodes sont alors diffusés le 19 juin 2016.
1. L'Ennemi de la paix (The Scott Effect)
2. Signaux de détresse (Rising Sun)
3. La Légende de Takehaya (Shanzhai)
4. L'Ombre chinoise (Devil May Care)
5. En terrain miné (Minefield)
6. Extraction (Dog Day)
7. Dans le noir (In the Dark)
8. Jeux de pouvoir (Sea Change)
9. Enfer ou paradis ? (Eutopia)
10. La Raison et la force (Scuttle)
11. Coup d'État (Legacy)
12. Résistance (Resistance)
13. Ne te retourne pas (Don't Look Back)

### Quatrième saison (2017)
Elle a été diffusée du 20 août 2017 au 8 octobre 2017.
1. In Medias Res (In Media Res)
2. Les Colonnes d'Hercule (The Pillars of Hercules)
3. Dans l'arène (Bread and Circuses)
4. Nostos (Nostos)
5. Serment d'allégeance (Allegiance)
6. La Tempête (Tempest)
7. Fête surprise (Feast)
8. Le Lazaret (Lazaretto)
9. Détecter, leurrer et détruire (Detect, Deceive, Destroy)
10. L'Affrontement final (Endgame)

### Cinquième saison (2018)
Cette saison de dix épisodes, qui est la dernière, a été diffusée à partir du 9 septembre 2018.
1. Déclaration de guerre (Casus Belli)
2. Pièges en haute mer (Fog of War)
3. El Puente (El Puente)
4. Tropique du Cancer (Tropic of Cancer)
5. Les Guerriers (Warriors)
6. Cuba (Air Drop)
7. Le Camp X (Somos la Sangre)
8. Honneur (Honor)
9. Le Calme avant la tempête (Courage)
10. Engagement (Commitment)

## Univers de la série

### Personnages

#### Principaux
Tom Chandler
Officier de carrière de la United States Navy, il est commander. Il est marié, a une fille aînée et un fils cadet. Il commande le destroyer USS Nathan James, rattaché à la flotte de l'Atlantique, dont le port d'attache est la base navale de Norfolk, en Virginie. Sa vie est dévouée à la Navy et à sa famille. Malheureusement, pour servir la première, il est régulièrement obligé de quitter la seconde pour de longs mois. Imperturbable dans les moments les plus stressants, seule la pensée de sa famille qui est peut-être en danger, malade ou morte, lui fait venir les larmes aux yeux quand il est enfin seul et peut se laisser aller à ses sentiments personnels. Les dernières nouvelles qu'il a reçues d'eux est qu'ils sont en sécurité, dans la cabane à la montagne que possède son père.
Pour son équipage, c'est un commandant sans faille, qui prend toujours la bonne décision. Il sait trouver les mots pour remercier ceux qui ont fait du bon boulot, motiver ceux qui baissent les bras , etc.
Rachel Scott
C'est une scientifique beaucoup plus dévouée à sa mission que Tom Chandler : non seulement elle a sacrifié toute vie personnelle (d'après son assistant, elle n'a ni famille ni amis hormis un possible petit ami journaliste parti en Chine couvrir les débuts de l'infection) mais elle est prête à prendre tous les risques pour trouver un vaccin, jusqu'à risquer sa vie ou celle des autres..
Au début de la série, une fusion semble exister entre Tom Chandler et elle mais dans l'épisode 10 de la saison 1, Tex qui part pour d'autres horizons (pas réellement) l'embrasse pour lui dire au revoir.
Mike Slattery
Commandant en second (second commander) de l'USS Nathan James, il assure le commandement du bâtiment quand Tom Chandler se repose ou est absent. Il est capable d'un grand sang-froid dans les moments de tension, comme quand il fait tirer un obus sur l'entrepôt de vivres où se sont retranchés les terroristes d'Al-Qaïda près de la base navale de la baie de Guantánamo, permettant ainsi à l'équipe d'intervention dirigée par Tom Chandler de remporter la victoire. Malheureusement sa vie privée perturbe ses réactions : il avait des difficultés conjugales avant d'embarquer pour la mission en Arctique et apprend que son fils est mort dans la pandémie.
Hugh Jeter
Premier quartier-maître du Nathan James, Hugh Jeter est le sage sur lequel se repose le commandant Chandler. Altruiste, son avis est important pour ses collègues officiers supérieurs.
Quincy Tophet
Assistant de Rachel Scott, il a une vie en dehors du travail, contrairement à elle, car il a une femme et une fille. Il a étudié en Russie. Il cache un secret mais progressivement, il est possible de voir que sa famille est retenue en otage par les russes, qui le forcent à trahir son pays. Notamment, il communique avec eux par téléphone satellite et leur révèle les déplacements de l'USS Nathan James.
Il meurt dans l'épisode 1 de la saison 2 en voulant protéger par tous les moyens l'endroit où est le remède, des gardes de Granderson.
Danny Green
Lieutenant du Nathan James, c'est un jeune homme au profil de meneur comme le disent souvent ses supérieurs. Il est courageux et volontaire. Malheureusement, il a laissé sa vie privée se mélanger au travail en ayant une relation avec Kara Foster. Ils furent punis pour ça mais purent se rapprocher à nouveau lorsque Kara risqua sa vie pour un vaccin expérimental et que l'on découvrit sa grossesse.
Kara Foster
Elle a grandi dans une ferme à Rose Hill. Elle a été affectée à l'USS Nathan James où elle travaille au Combat Information Center, et est un officier. Elle entreprend une relation avec Dany Green, dans le neuvième épisode de la première saison, alors qu'elle risquait sa propre vie pour tester le vaccin du docteur Scott, on apprend qu'elle est enceinte de ce dernier.
Alisha Granderson
Elle retrouve sa mère à Baltimore où celle-ci a pris les choses en main de manière radicale, comme ils vont le découvrir. Elle décède dans la saison 5 des mains de sa compagne (partisane du parti de la grande Colombie de Tavo).
Sasha Cooper

#### Récurrents
Carlton Burk
Lieutenant de l'US Navy affecté à l'USS Nathan James dans l'équipe Tactique.
Andy Chung
Cet officier marinier est d'origine asiatique. Consciencieux et travailleur, il prépare l'examen pour passer au grade supérieur et a toujours un livre à portée de main. Lorsque l'officier mécanicien du navire est blessée, il a la lourde charge de faire fonctionner, puis de réparer, les machines de l'USS Nathan James.
Tex
Ancien garde de la base de Guantanamo, il sauve l'équipe d'intervention du Nathan James lorsque celle-ci tombe dans une embuscade tendue par des terroristes d'Al-Quaïda retenus prisonniers dans la base. Il devient l'un des soldats principaux du groupe d'intervention et d'exploration.
Andrea Garnett
Officier mécanicien du navire. Elle est blessée dans la saison 1 alors qu'elle menait une opération de ravitaillement de l'USS Nathan James à la base de Guantanamo. Elle fait partie des 6 testeurs du vaccin. Elle a une fille qui s'appelle Lily.

## Autour de la série
Les créateurs semblent avoir multiplié les références dans la série. Le titre The Last Ship évoque Le Dernier Homme (The Last Man), roman de Mary Shelley (l'auteur de Frankenstein) écrit en 1826, qui est considéré comme une des premières œuvres de science-fiction post-apocalyptique moderne.[réf. nécessaire] Le roman se déroule entre les années 2073 et 2100 de notre ère, l'humanité est anéantie par la peste et le dernier survivant (d'où le titre) s'embarque sur un petit navire pour fuir la terre ferme qui n'est plus qu'un charnier.

### USSNathan James
Aucun navire baptisé USS Nathan James n'existe dans la United States Navy. Son nom semble être inspiré du USS Reuben James (en), une frégate de la classe Oliver Hazard Perry qui joue un rôle majeur dans le roman de Tom Clancy, Octobre rouge et le film qui en a été adapté en 1990. Elle contribue à éviter la fin du monde par une guerre nucléaire entre les États-Unis et l'Union soviétique à l'époque de la Guerre froide.[réf. nécessaire] Le jeu « du chat et de la souris » entre le destroyer américain et le croiseur nucléaire russe, évoque beaucoup certaines scènes du film.[réf. à confirmer]
Le roman de William Brinkley (en), The Last Ship (1988), dont est adaptée la série explique que le nom Nathan James est celui d'un enseigne de vaisseau de 2e classe (ensign dans la United States Navy) qui a été décoré de la Navy Cross pour sa bravoure à la bataille du golfe de Leyte durant la Seconde Guerre mondiale. Cette explication ne figure pas dans la série. Dans celle ci, l'explication du nom est donnée dans l'épisode 9 (Le Calme avant la tempête) de la dernière saison, Tom Chandler explique que le bateau porte le nom du commandant Nathan James, héros de la Seconde Guerre mondiale dont la flotte avait été détruite et a qui il ne restait que son bateau, une simple vedette. Il se sacrifia en affrontant 9 destroyers japonais, finissant par couler avec son navire mais après avoir réussi à ralentir la flotte japonaise et ainsi sauver une flotte de destroyers américains qui venaient de quitter Pearl Harbour et transportait des milliers de soldats[réf. nécessaire].
Le code de l'USS Nathan James est DDG-151, ce qui signifie que c'est un destroyer (DD) armé de missiles guidés (G). Dans le roman, son code est DDG-80, mais entre la sortie du roman et le tournage de la série, la United States Navy a mis en service l'USS Roosevelt en 1999. Pour la série, le code est fictif. Il correspond au code du premier destroyer de la série, le USS Arleigh Burke auquel a été ajouté le nombre 100.
Pour le tournage ont été utilisés de véritables destroyers de classe Arleigh Burke de la United States Navy, l'USS Halsey (DDG-97) ainsi que l'USS Dewey (DDG-105), l'USS Rafael Peralta (DDG-115) et le cuirassé mémorial des bateaux de guerre de classe Iowa, l'USS Iowa (BB-61). Le dessin de l’insigne du Nathan James est visiblement inspiré de celui du Halsey, mais la devise du Halsey a été remplacée par celle du Nathan James : « The Spear of the Navy ».